# SN 2010es
SN 2010es – supernowa odkryta 16 czerwca 2010 roku w galaktyce A163317+1145. W momencie odkrycia miała maksymalną jasność 18,80m.